# Dinotopie
Dinotopie (v orig. Dinotopia) je fiktivní utopie stvořená autorem a ilustrátorem jménem James Gurney. Jedná se o sérii stejnojmenných knih i televizních příběhů. Dinotopie je název izolovaného ostrova obydleného trosečníky – lidmi a dosud přežívajícími inteligentními dinosaury, kteří se naučili žít mírumilovně pospolu v téměř idylické symbiotické společnosti.
První kniha byla počátkem 90. let vydána v 18 jazycích ve více než 30 zemích a prodána ve více než dvou miliónech kopií. Především díky úchvatně realistickým obrázkům (https://web.archive.org/web/20110517063259/http://www.dinotopia.com/land-art.html) od autora se zkušenostmi s vizualizací přírody a vyhynulých živočichů pro časopis National Geographic. 
Obrázky jsou propojeny krátkým příběhem, prozrazujícím autorovy představy o ideální společnosti. Objevují se také jeho narážky na dobové hypotézy o dinosaurech a jejich paleoekologii.
Knihy Dinotopie: Země mimo prostor a čas a Dinotopia: The World Beneath (zatím nenalezen oficiální český překlad či neexistuje, pozn. překl.) vyhrály ocenění Hugo Awards pro nejoriginálnější výtvarnou část.
Od doby vydání originální publikace vyšlo více než dvacet dalších knih od různých autorů za účelem rozšíření série. Patří sem také několik hraných televizních animovaných filmů (s počítačovými efekty) a videoher.